# FM STATION
FM STATION（エフエム ステーション）は、
1. FMラジオ放送局のこと。
2. 日本のロックバンド、クリスタルキングの楽曲。
3. かつて日本で発行されていたFM情報誌（1998年3月休刊）。本項で詳述。

『FM STATION』（エフエム ステーション）は、かつてダイヤモンド社から発行されていた隔週刊のFM情報誌。

## 概要
創刊号は1981年7月6日発行。発行人は坪内嘉雄、編集人は高橋直宏。創刊号の前に1978年に創刊した同社発行の自動車雑誌『カー・アンド・ドライバー（日本版）』（当時は月2回発行）の別冊、姉妹誌として同年3月にプレ創刊号が発行された。デザインなどが似ていたのはそのため。創刊号巻頭は「本誌独占●海外取材 喜多郎のエジプト・イメージ紀行」。
当時FMラジオ情報誌としては『FMファン』（共同通信社、1966年創刊）、『週刊FM』（音楽之友社、1971年創刊）、『FMレコパル』（小学館、1974年創刊）の3誌が先行しており、『FMステーション』はそれらの競合誌より安い定価200円とした。
差別化を狙い、競合誌のA4サイズ平綴じに対して、大判のB4サイズ中綴じの製本スタイルで出版。FM番組表欄を広げ、蛍光ペンなどでマーカーしやすいという利点をついたとされる。読者層は10代から20代の若者、それもマニアックでない層をターゲットとし、それ故、音楽記事はクラシックやジャズといった既存誌が中心に取り上げていたジャンルは傍らに置いて、邦楽や洋楽のポップス系が中心だった。また、他誌がほとんどカバーしないアイドル歌手も多く取り上げていた。
発売からしばらくは低迷し休刊の危機もあったものの、その後売り上げを伸ばし、1985年頃には競合3誌を追い越し50万部に達した。
末期は販売部数の減少に伴い、1995年10月5日号より各地域版を廃止し全国誌化。さらに1997年8月5日号からは番組表を廃止し、「ニューJ-POPカルチャーマガジン」と題して一般音楽誌への転換を図っていたが、部数減少に歯止めがかからず、1998年3月をもって休刊となった。
現在は、音楽・エンタメ情報サイト、FM STATION online（FMステーション オンライン）が開設。

### 価格
1985年には発刊当初からの定価200円が220円に値上げされ、「ズバリ一言」（後述）ではしばらくこの件についての意見交換が活発になされた。末期には390円にまで値上がりする。

### 発売日
創刊当初は隔週の発売。よって、他の競合誌と比べ価格は安かったが、1月分の番組情報を得る為には、月に2冊購入せねばならず、月換算では他の競合誌とほぼ同価格に相当する。末期は毎月5日、20日に発売日を変更。

### 表紙
創刊号から1988年まで、当時新進気鋭の鈴木英人の特徴的なイラストを毎号の表紙に採用。前述の他の競合するFM情報誌との差別化も大きな役割を果たす。両時代共に、付録でその表紙のイラストを象ったカセットテープケースのレーベルは特に人気を博した。鈴木英人のイラストは画集にもされ、1984年に「FM STATION ILLUSTRATED」として別冊扱いで刊行され、こちらにもカセットレーベルが付属。
末期は、有名アーティストの写真を表紙に採用する形に移行。

### 地方版の発行
競合誌と比して番組表を地方版で細分化していたことも特徴として挙げられる。創刊初期はNHK-FMとその地方の民放FM局の2局紹介の組み合わせで、既に開局していたFM東京、FM愛知、FM大阪、FM福岡の4局に合わせ、東版、中部版、西版、九州版の4版でスタート。
1982年上記の局以外に、5局目となるFM愛媛、広島FMが開局した際には「九州版」を「中・四国、九州版」に変更し、同年FM仙台の開局に合わせ「東北版」を新設するなど1980年代からの地方における民放FM局の開局ラッシュにも柔軟に対応していった。1995年から「east」「west」の2版表記に変更。「west」は東海地方も含めた東日本のFM局の番組情報を網羅。

#### かつて存在した地方版一覧
- 北海道版
- 東北版
- 東版→関東版
- 中部版
- 西版
- 九州版→中・四国、九州版

### 提供番組
「FM STATION my sound graffiti」（TOKYO FM）平日午前3:00 - 3:45に放送。当初は当誌＝ダイヤモンド社の一社提供番組であったが途中からダイキン工業もスポンサーに加わる。番組中のCMでは、小林克也のナレーションによる発売内容等が放送。番組との連動企画で、本誌で放送内容を事前告知する特集を組み、放送内容とリンクしたカセットレーベルが印刷される号もあった。

## 主なコーナー
- 山内トモコのトークタイム
- シネマガイド - TOKYO FM 山内トモコのTOKYOエンタテイメント・ステーションとの連動企画
- 好きなアーティスト（歌手）、嫌いなアーティスト（歌手） - 年に1度、読者投票で選ぶコンテスト。前者は本誌で特集が多かった谷村有美、遊佐未森などに票が集中し、後者は当初は演歌歌手（特に美空ひばり）やアイドル歌手（特にジャニーズ系の男性アイドル）、休刊直前は小室ファミリーが上位を占めていた。
- FM PHOTO ESSAY - JFN系　ハート・オブ・サンデーとの連動企画
- AUDIO VISUAL TRIBUNE/音楽をよりいい音で楽しむためのサウンド新聞 - 新製品オーディオ紹介。
- へびいちご島川・無責任編集「音楽業界シバキたおし!!」 - 島川の攻撃的な発言に対して、クレームのハガキが毎号多数届いていた。特にm.c.A・Tファンとは相当な敵対関係にあった。
- コレちゃんのDRIVINGギター - ギタリスト・是方博邦の講師による著名曲を題材にしての誌面簡易ギター教室。
- ルーキー登場
- WHO'S WHO - インタビュー記事
- CASH BOXチャート - 全米ヒットチャート
- パーソナリティHAPPYトーク
- ズバリ一言 - 読者によるハガキ投稿コーナー
- サウンドバザール - 読者のハガキによる「売ります」「買います」の投稿コーナー

## 関連文献
- 『FM雑誌と僕らの80年代「FMステーション」青春記』、恩藏茂著、河出書房新社、ISBN 4309271235 - 本誌の元編集長が当時の本誌創立期から発行時の回顧録等を出筆